# Cuenca (Ekvádor)
Cuenca (plným názvem Santa Ana de los ríos de Cuenca) je město na jihu Ekvádoru. Jedná se o třetí největší ekvádorské město a hlavní město provincie Azuay. Historické centrum města je zapsáno na seznamu světového dědictví UNESCO.

## Historie
Archeologické průzkumy ukázaly, že oblast okolo současného města obývali lidé už okolo roku 2 000 př. n. l. V předkolumbovském období území tvořilo součást Incké říše. Po conquistě Španělé založili město 12. dubna 1557, což je výrazně později než jiná významná města v dnešním Ekvádoru. Pojmenování nového města je odvozené od španělského města Cuenca.

## Přírodní podmínky
Město se nachází v nadmořské výšce okolo 2 400 metrů nad mořem v jednom z údolí And. Údolí Cuency je obklopeno komplexem náhorních plošin. Ve městě se stékají 4 řeky. Průměrná roční teplota se zde pohybuje okolo 11 stupňů a srážkový úhrn je 880 mm. Panuje zde podhorské klima.

## Osobnosti města
- Jefferson Pérez (* 1974), bývalý atlet, olympijský vítěz, trojnásobný mistr světa v chůzi na 20 km

## Partnerská města
- Barranquilla, Kolumbie
- Cauquenes, Chile
- Concepción, Chile
- Cuenca, Španělsko
- Cuzco, Peru
- Guanajuato, Mexiko[1]
- Havana, Kuba
- Medellín, Kolumbie
- Mérida, Venezuela
- Paducah, Kentucky, USA
- Puebla, Mexiko
- Rosario, Argentina[2]
- São Paulo, Brazílie
- Si-an, Čína[3]
- Sullana, Peru
- Tempe, Arizona, USA

## Fotogalerie

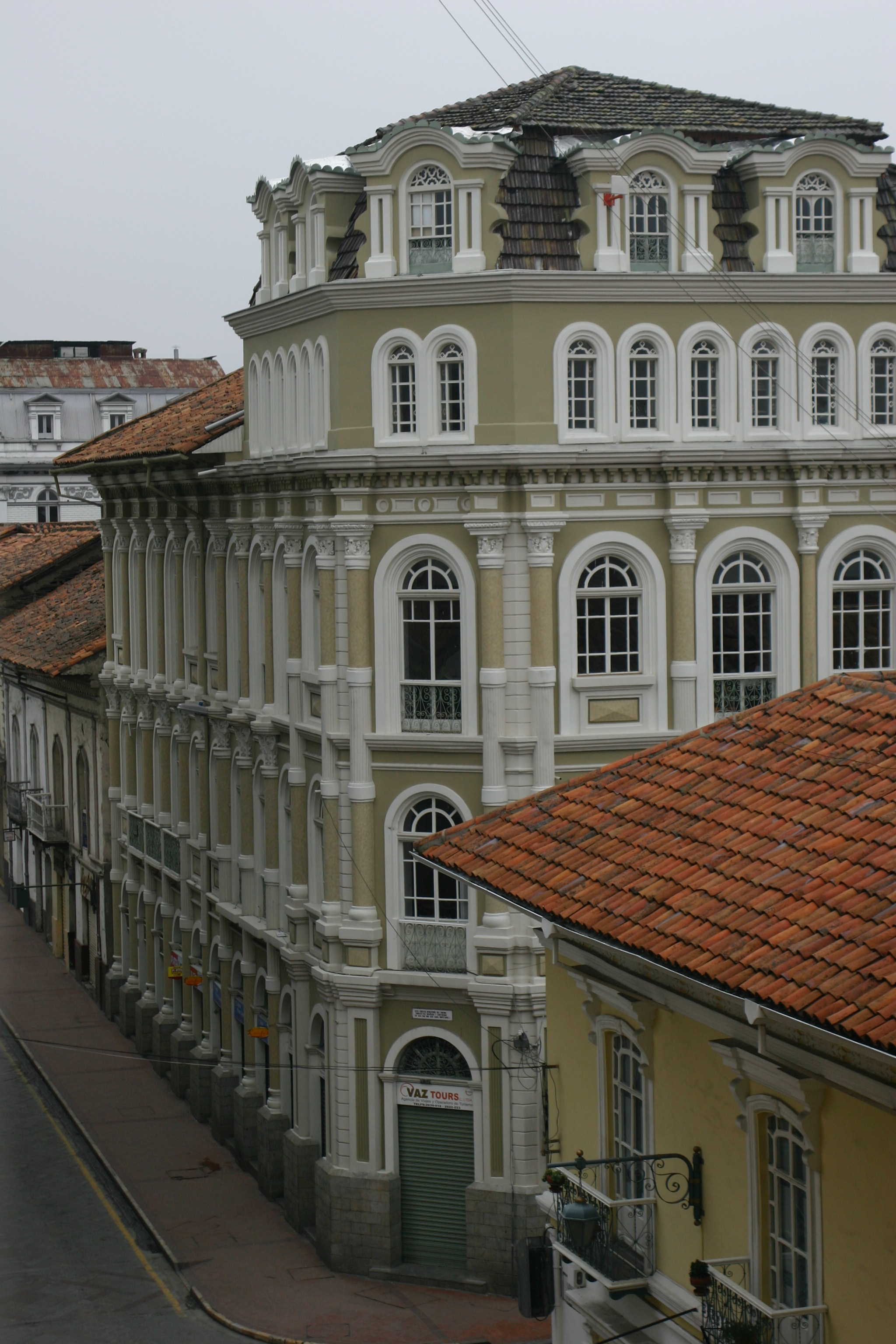
městská zástavba
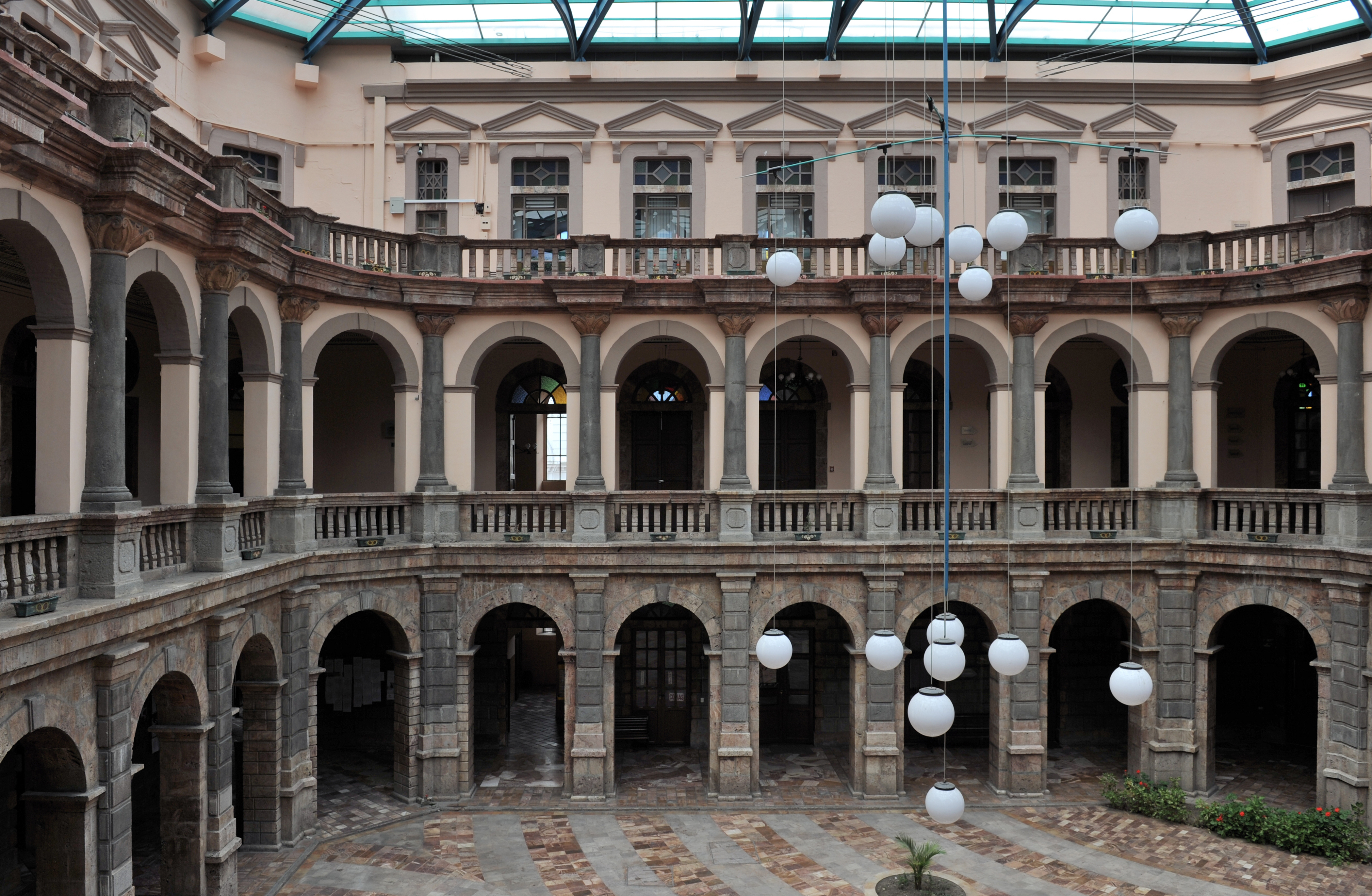
Corte Superior de Justicia
kopule katedrály
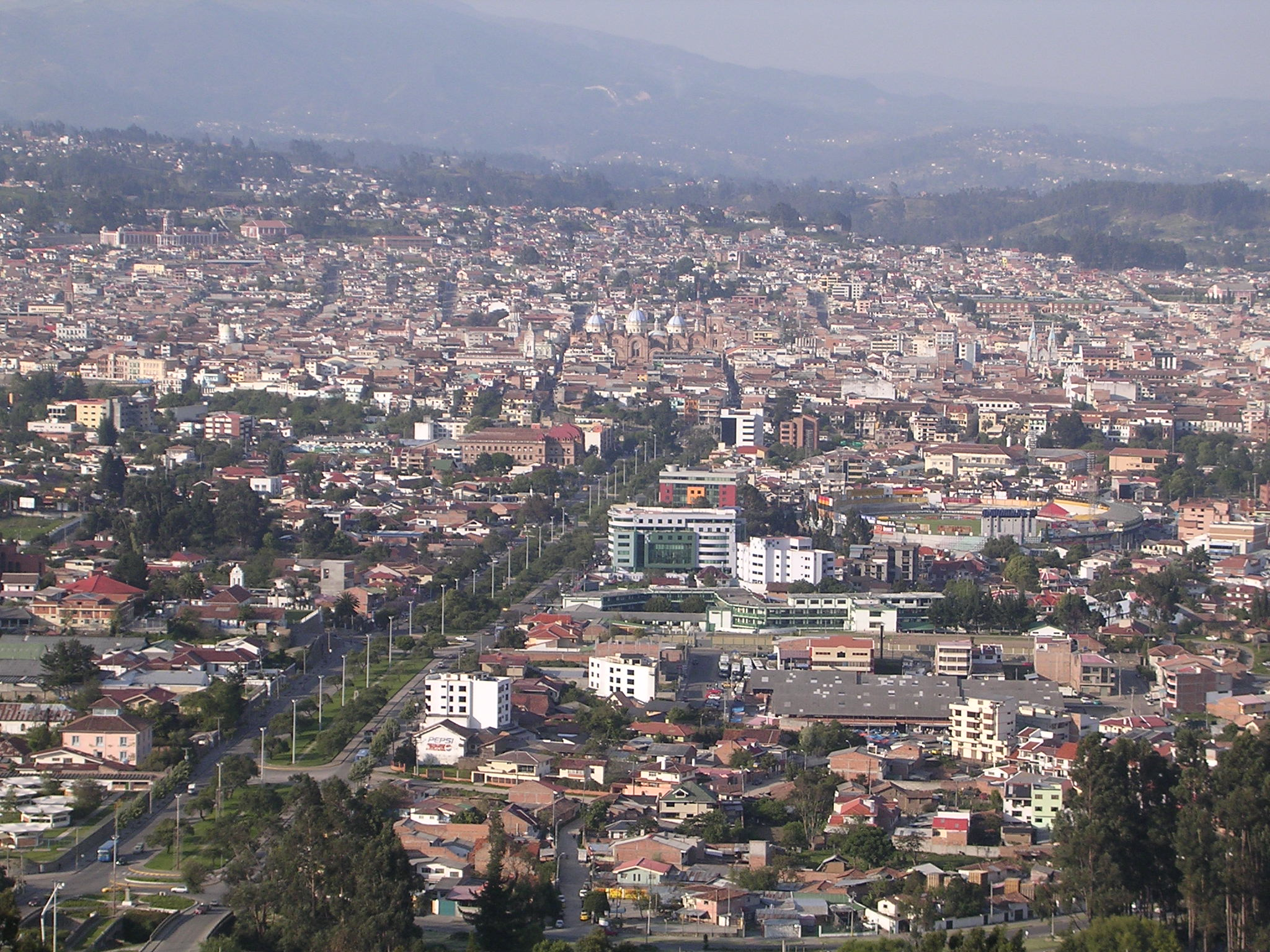
celkový pohled na město